# سلدا باعجان
سلدا باعجان (ترکی استانبولی: Selda Bağcan؛ زادهٔ ۱۴ دسامبر ۱۹۴۸) خواننده-ترانه‌پرداز، موسیقی‌دان، تهیه‌کننده موسیقی اهل ترکیه است. وی از سال ۱۹۷۱ میلادی تاکنون مشغول فعالیت بوده است.

## زندگی‌نامه
باعجان در سال ۱۹۴۸ در یکی از شهرهای غربی ترکیه به نام موغله به دنیا آمد. پدرش دامپزشک از ترکان مقدونیه بود و مادرش معلم تاتارهای کریمه بود. او دو برادر بزرگ‌تر به نام سواس و سزر داشت و برادر کوچک‌تری به نام سرتر که در زمان دو سالگی سلدا به دنیا آمد. این خانواده مدت کوتاهی پس از تولد سرتر به وان نقل‌مکان کردند و در سلدا بیشتر دوران کودکی خود را در آنجا سپری کرد. پدرش سلیم، علاقه‌مند به موسیقی بود فلوت و ساکسوفون می‌نواخت، او همه فرزندانش را تشویق کرد که از سنین بسیار پایین شروع به نواختن آلات موسیقی کنند. خود سلدا وقتی پنج ساله بود شروع به نواختن ماندولین کرد. خانواده بسیاری از شب‌ها را با موسیقی و تحت هدایت و آموزش سلیم سپری می‌کرد. پس از مرگ غیرمنتظره‌ای پدر بر اثر حصبه در سال ۱۹۵۷، بقیه خانواده به آنکارا نقل‌مکان کردند تا به محل زندگی خاله سلدا نزدیک شوند. سلدا به نواختن گیتار ادامه داد.

## آثار هنری

### ترانه‌ها
- ساری گلین[۲]